# Digby Tatham-Warter
Digby Tatham-Warter   (Atcham, 21 de maig de 1917 - Nanyuki, 21 de març de 1993) Major Allison Digby Tatham-Warter DSO, també conegut simplement com Digby, va ser un oficial de l'exèrcit britànic que va lluitar a la Segona Guerra Mundial, famós per portar un bombí i un paraigua en batalla.

## Primers anys de vida
Digby va néixer a Atcham, Shropshire, Anglaterra. Fou el segon fill d'Henry de Grey Tatham-Warter, un terratinent amb diverses propietats al sud-oest d'Anglaterra. El pare de Digby havia lluitat a la Primera Guerra Mundial amb els Artists Rifles; va ser gassejat a les trinxeres on va morir quan Digby tenia 11 anys. Digby va ser educat al Wellington College, Berkshire. Al 1935 va ser acceptat al Royal Military College, Sandhurst.

## Inicis de la carrera militar
Digby es va graduar a Sandhurst com a oficial amb el grau de segon lloctinent el 21 de gener de 1937 i va ser enviat com a No Adscrit a l'exèrcit indi amb l'objectiu d'unir-s'hi gràcies a les seves connexions familiars. Va estar adscrit al 2n Batalló d’ Infanteria Lleugera d’Oxfordshire i Buckinghamshire a l’ Índia des del 13 de març de 1937 i posteriorment va ser transferit al mateix regiment el 27 d’abril de 1938 (mai no s'incorporà a l'exèrcit indi) perquè pogués continuar les seves aficions, caceres de tigres i porcs senglars.

## Segona Guerra Mundial
En un principi, quan va esclatar la Segona Guerra Mundial Digby no va ser enviat a lluitar a Europa. La seva germana Kit va servir a la Western Desert Campaign i va ser guardonada amb la Croix de guerre francesa mentre treballava amb la Unitat Hadfield-Spears. En conèixer la mort del seu germà John a la Segona Batalla d'El Alamein a finals de 1942 amb la 2a Guàrdia de Dracs, The Queen's Bays, Digby es va oferir voluntari a les forces aerotransportades i es va traslladar al Regiment de Paracaigudistes. Va ser nomenat comandant de la companyia del 2n batalló de paracaigudistes, que formava part de la 1a brigada de paracaigudistes de la 1a divisió aerotransportada. Va estar estacionat a Grantham, Lincolnshire durant l'entrenament. Les seves gestes de caça de tigres eren ben conegudes i la seva reputació va augmentar quan va usar un avió Dakota americà per dur tots els oficials de la companyia des del campament fins a Londres per a una festa al Ritz.
El comandant del batalló, el tinent coronel John Dutton Frost, el va escollir per dirigir el 2n batalló de paracaigudistes a la batalla d'Arnhem, part de l'Operació Market Garden, degut a la reputació de Digby de ser un comandant agressiu. Durant la preparació, Digby, preocupat per la poca fiabilitat de les ràdios, va formar als seus homes sobre com fer servir tocs de cornetes, que s'havien utilitzat durant les guerres napoleòniques, per a la comunicació en cas que les ràdios fallessin. També va agafar un paraigua com a mitjà d’identificació perquè tenia problemes per recordar les contrasenyes i va pensar que qualsevol que el veiés pensaria que "només un ximple anglès" portaria un paraigua a la batalla.
Una companyia es va allunyar de l'objectiu del pont d'Arnhem i es va veure obligat a passar per Arnhem, on els carrers estaven bloquejats per les forces alemanyes. Digby va conduir els seus homes pels jardins posteriors de les cases properes en lloc d'intentar avançar pels carrers i va evitar així els alemanys. Digby i una companyia van aconseguir avançar 8 milles en 7 hores mentre també prenien presoners, 150 soldats alemanys inclosos membres de les SS. Durant la batalla, Digby va portar la seva boina vermella en lloc d'un casc i va agitar el paraigua mentre caminava per les defenses malgrat el fort foc de morter. Quan els alemanys van començar a utilitzar tancs per creuar el pont, Digby va dirigir una càrrega amb baioneta contra ells amb un barret de bombó. Posteriorment, va desactivar un cotxe ametralladora alemany amb el seu paraigua, incapacitant el conductor empenyent el paraigua per la ranura d'observació del cotxe i ficant-li als ulls a l'artiller.
Digby va observar el capellà atrapat pel foc enemic mentre intentava creuar el carrer per arribar a soldats ferits. Digby s'hi va acostar i li va dir: "No us preocupeu per les bales, tinc un paraigua". A continuació, va escortar al capellà tot el carrer sota el seu paraigua. Quan va tornar a primera línia, un dels seus companys oficials va dir sobre el seu paraigua que "aquesta cosa no us servirà de res", a la qual Digby va respondre: "Mare de déu Pat, i si plou?" Més tard, Digby va resultar ferit per metralla, que també li va tallar la part posterior dels pantalons, però va continuar lluitant fins que la companyia es va quedar sense municions. Tot i que les ràdios no eren fiables, tal com Digby havia predit, i les trucades de corneta s'utilitzaven més en la batalla, el missatge "Sense munició, Déu salvi el rei" es va emetre abans que Digby fos capturat.
A causa de la seva ferida, Digby va ser enviat a l'Hospital St. Elizabeth, però va escapar per una finestra amb el seu comandant el capità Tony Frank, quan les infermeres alemanyes els van deixar sols. Després de crear una brúixola a partir dels botons de l'uniforme, Digby i Frank es van dirigir cap a Mariendaal. En arribar, van ser amagats per una dona holandesa que no parlava anglès abans de posar-se en contacte amb la seva veïna. Els va disfressar de pintors i els va traslladar a casa de Derk Wildeboer. Wildeboer era un líder local de la Resistència holandesa a Ede. Després van conèixer Menno de Nooy tambe de la Resistència holandesa que els va regalar una bicicleta. Wildeboer va fer un carnet d’identitat holandesa fals perquè Digby poguès fer-se passar per Peter Jensen, el fill sordmut d’un advocat. Digby va utilitzar la bicicleta per visitar companys amagats i els alemanys no el van reconèixer malgrat que va ajudar a treure un cotxe del personal nazi fora de la rasa i que els soldats alemanys estaven a la mateixa casa on s'allotjava. Digby va reunir 150 soldats escapats per dirigir-se cap a la primera línia en l'anomenada Operació Pegàs. Digby i els soldats van anar amb bicicleta fins al Rin i allà va llançar un senyal de V per la Victòria amb el codi Morse amb la seva torxa. Llavors, membres del XXX Corps els van transportar a través del riu. En tornar al Regne Unit, Digby va rebre l’ Orde de Servei Distingit. També va escriure un informe sobre la batalla del pont d'Arnhem que va provocar que el tinent Jack Grayburn rebés a títol pòstum una promoció a capità i li atorgessin la Creu Victòria.

## Post-Segona Guerra Mundial
Un cop acabada la guerra, Digby va servir a la Mandat britànic de Palestina controlada pels britànics abans de ser nomenat al 5è King's African Rifles a la Kenya britànica el 1946, on també va comprar dues finques a Eburru i Nanyuki. Durant l'aixecament de Mau Mau, Digby va aixecar un cos de policia muntat per voluntaris al seu càrrec i els va portar a la batalla contra els Mau Mau. Després d'això, es va retirar per dirigir les seves finques. També va crear el concepte del safari modern on els animals serien fotografiats més que no pas caçats. Durant la independència kenyana, s'informa que el personal de defensa britànic va dir a l'Alt Comissari britànic que "cuidés Tatham-Warter".

## Vida personal
Tatham-Warter es va casar el 1949 amb Jane Boyd, filla del capità Roderick Bulteel Boyd (agricultor de Nanyuki, Kenya) i neta d'Arthur George Egerton, 5è Earl of Wilton, i van tenir tres filles i diversos nets. La seva filla Belinda Rose Tatham-Warter (n. 1954) es va casar a Nanyuki amb l'aristòcrata alemany Duke Friedrich von Oldenburg, besnet de Frederic August II, darrer gran duc d'Oldenburg. Digby va morir a Nanyuki el 21 de març de 1993.

## A la cultura popular
Tatham-Warter va servir d'inspiració per al personatge del major Harry Carlyle, que també va portar un paraigua a la batalla, a la pel·lícula de 1977 A Bridge Too Far. El paper va ser interpretat per Christopher Good. Tot i que Tatham-Warter va sobreviure a la Segona Guerra Mundial, Carlyle es representa com una víctima de la batalla d'Arnhem.

## Dates de promoció
- Tinent de 2a – 28/01/1937
- Tinent – 28/01/1940
- Capità – 28/01/1945 (en funcions: 25/02/1940-21/04/1940, 22/05/1940-25/06/1940)
- Major - (en funcions: 13/05/1942-19/11/1944)
- Tinent coronel - (en funcions: 19/11/1944-07/12/1944)

## Condecoracions
Orde del Servei Distingit – 22 de març de 1945
 Estrella de 1939-45 
 Estrella de França i Alemanya
 Medalla de la Guerra 1939-1945